# 長坂寛
長坂 寛（ながさか ひろし、1934年 - 2021年）は、日本の経営学者。専攻は人的資源管理論。松蔭大学経営文化学部ビジネスマネジメント学科教授。経営学博士（明治大学・1983年）。

## 人物
1934年東京生まれ。立教大学経済学部卒業後、立教大学大学院経済学研究科修士課程、明治大学大学院経営学研究科博士課程を修了。1957年スタンレー電気株式会社入社。秘書課長、調査室長、社長室長等を経て1978年取締役に就任、1989年取締役を辞任。のちに静岡県立大学大学院講師、松蔭大学教授。現在は、学長補佐、アドミッションオフィス室長をつとめる。「理論と実践」の結合をモットーとしている。 

## 著書
- 「管理職の研究」ダイヤモンド社
- 「管理者のための実践経営学」マネジメント社
- 「人事・労務管理論」同文書院
- 「革新経営へのミドルの道」学文社
- 「労務管理」日本規格協会